# Konstantin Žostov
Konstantin Žostov, in bulgaro Константин Андонов Жостов? (Gajtaninovo, 30 settembre 1867 – Kjustendil, 30 agosto 1916), è stato un generale bulgaro, capo di stato maggiore dell'esercito bulgaro durante la prima guerra mondiale.

## Biografia
Nato in un piccolo villaggio al tempo parte dell'Impero ottomano, dopo la guerra russo-turca del 1877-1878 si trasferisce a Sofia.
Qui si diploma all'accademia militare e nel maggio 1887 inizia la sua carriera militare nell'artiglieria.

### La carriera militare
Nel 1897, dopo aver frequentato la scuola di artiglieria di Vienna, viene assegnato al comando dello stato maggiore bulgaro.
Promosso maggiore nel 1902, tre anni dopo Žostov viene nominato attaché militare a Vienna e poi a Parigi e San Pietroburgo.

### Le guerre balcaniche
Allo scoppio della prima guerra balcanica nel settembre 1912 Žostov viene nominato comandante della 3ª armata e partecipa alle battaglie di Lozengrad e Lule-Burgaz. Dopo l'armistizio partecipa alla delegazione bulgara presso la conferenza di Londra.
Alla scoppio della seconda guerra balcanica viene nominato comandante della 1ª brigata della 7ª divisione di fanteria. 

### La prima guerra mondiale
Promosso generale nell'agosto 1915 viene nominato capo di stato maggiore dell'esercito. In varie occasioni manifesta la propria freddezza nei confronti di un'entrata in guerra della Bulgaria al fianco delle Potenze centrali inimicandosi il primo ministro Vasil Radoslavov e lo zar Ferdinando I.
Muore il 30 agosto 1916 a seguito delle complicazioni di un'appendicite.